# Babilafuente
Babilafuente is een gemeente in de Spaanse provincie Salamanca in de regio Castilië en León met een oppervlakte van 22,60 km². Babilafuente telt 869 inwoners (1 januari 2016).